# Marek Więckowski
Marek Więckowski (ur. 11 maja 1971 w Warszawie) – geograf, naukowiec, autor książek, fotograf, dziennikarz, podróżnik.
Absolwent Wydziału Geografii i Studiów Regionalnych Uniwersytetu Warszawskiego
W 2000 r. obronił doktorat na WGiSR UW, habilitowany w dziedzinie nauk o Ziemi w 2011. Od 2000 r. pracuje w Instytucie Geografii i Przestrzennego Zagospodarowanie im. Stanisława Leszczyckiego PAN. W latach 2002–2004 pracował w ENS LSH w Lyonie we Francji. Od 2014 do 2017 pełnił funkcję Dyrektora Stacji Naukowej PAN w Paryżu.

## Radio i telewizja
W 1996 rozpoczął współpracę z Polskim Radiem BIS oraz z Programem I Polskiego Radia. Do chwili obecnej uczestniczył w ponad 200 audycjach radiowych o tematyce geograficznej, turystycznej i krajoznawczej.
W latach 1997–1999 współpracował z TV Polonia i był jednym z prowadzących i tworzących program dla dzieci i młodzieży Polskie ABC.
W latach 2000–2002 był prezenterem prognozy pogody w Panoramie w TVP2. Z pracy w telewizji zrezygnował ze względu na wyjazd do ENS LSH w Lyonie we Francji na zaproszenie Ministerstwa Nauki Francji.

## Książki i inne publikacje
Współautor książek:
- 100 najpiękniejszych krajobrazów Polski (1996, ISBN 83-85461-32-9)
- Pomorze Wschodnie. Przewodnik dla aktywnych (1997, ISBN 83-7129-479-4)
- Wysokogórski alfabet (1997, ISBN 83-86788-24-0)

Autor książek:
- Tragedie górskie (1998, ISBN 83-86788-32-1)
- Polska Księga Rekordów (2000, ISBN 83-7212-328-4) – książka nominowana do Nagrody im. Hugona Steinhausa na najlepszą książkę popularnonaukową w roku 2000
- Polskie naj... (2001, ISBN 83-7212-328-4, ISBN 83-7212-821-9) – w 2006 roku ukazało się VI wydanie
- Przyrodnicze uwarunkowania kształtowania się polsko-słowackich więzi transgranicznych (2004, ISBN 83-87954-47-0)
- Bałtyk. The Baltic (2008, ISBN 978-83-245-1569-1) – dwujęzyczny album o polskim wybrzeżu Bałtyku

Autor podręczników do geografii dla gimnazjalistów:
- Odkrywamy Świat cz.1 i cz.2, 2002, WSIP
- Odkrywamy Świat cz.1, cz.2, cz.3, 2006, Wydanie nowe, zmienione, WSIP (ISBN 978-83-02-09673-0) – części 1 i 2 mają po IV wydania; część 3 – wyd. I
- Odkrywamy Świat Płyty CD-ROM cz.1, cz.2, cz.3, 2006, WSIP (ISBN 978-83-02-09674-7)

W 2004 podręcznik Odkrywamy Świat otrzymał wyróżnienie w konkursie na najlepszy europejski podręcznik na 49. Międzynarodowych Targach Książki we Frankfurcie nad Menem. Wyróżnienie nadawane jest przez European Educational Publishers Group.
Jest autorem haseł geograficznych do wielu encyklopedii, m.in. do Wielkiej Encyklopedii PWN.
Swoje artykuły wraz ze zdjęciami publikuje w czasopismach m.in.: Podróżach, Poznaj Świat, Poznaj swój kraj (łącznie ponad 100).
Zdjęcia publikuje we własnych książkach, w encyklopediach, podręcznikach, poradnikach, czasopismach, folderach turystycznych itp.

## Nauka
Naukowiec pracujący w Instytucie Geografii i Przestrzennego Zagospodarowanie im. Stanisława Leszczyckiego PAN. Współpracuje m.in. z ENS LSH w Lyonie. Zajmuje się: geografią granic, współpracą transgraniczną, transportem, turystyką i ochroną środowiska. Główne obszary badawcze: Polska, Unia Europejska, a w tym obszary przygraniczne, obszary górskie. Jest autorem kilkudziesięciu artykułów naukowych opublikowanych m.in. w Polsce, Słowacji, Francji, Indiach, Korei Pd., Niemczech, Węgrzech oraz autorem i współautorem kilku książek naukowych, m.in.:
- Przyrodnicze uwarunkowania kształtowania się polsko-słowackich więzi transgranicznych (2004, ISBN 83-87954-47-0)
- Studia nad przestrzennym zagospodarowaniem obszaru wzdłuż granicy polsko-niemieckiej (2006, ISBN 83-87954-86-1)
- Stan zaawansowania planowania przestrzennego w gminach (2007, ISBN 978-83-87954-82-9)
- Tourisme & Frontieres (2007, Wyd. L’Harmattan, Paris)

Uczestnik i kierownik wielu projektów naukowych. Najważniejsze:
- 2000-2001 Wielka Brytania, Polska. NETA (North European Trade Axis), w ramach V ramowego projektu Komisji Europejskiej, Uniwersytet w Manchesterze (kierownik: prof. B. Robson, kierownik grupy polskiej: prof. G. Węcławowicz).
- 2001-2002 Wielka Brytania, Polska, Słowacja. „Internal migration and regional population dynamics in Europe” Udział w projekcie w części Slovak Republic CASE STUDY, The University of Leeds (Marek Kupiszewski, Marek Więckowski, Helen Durham, Philip Rees), jako wykonawca.
- 2002-2004 Francja. „Regions frontalieres et processus de differenciation territoriale dans les nouveaux maillages en Europe” (Regiony przygraniczne i procesy zróżnicowania terytorialnego w nowym podziale w Europie).
- 2005 „Studium kierunkowe zagospodarowania przestrzennego obszaru wzdłuż granicy polsko-niemieckiej” („The Guideline Study of Spatial Development Alongside the Polish-German Border”). Projekt PHARE ref. PL2002/000-606.21.02. realizowany przez IGiPZ PAN dla Ministerstwa Infrastruktury. Udział jako sekretarz naukowy oraz główny wykonawca (zagadnienia związane z turystyką oraz współpracą transgraniczną). Kierownik projektu prof. dr hab. Grzegorz Węcławowicz.
- 2006, 2008 Polska „Raport o stanie i uwarunkowaniach prac planistycznych w gminach”.
- 2007 „Koncepcja Przestrzennego Zagospodarowania Kraju 2008-2033”. Udział jako ekspert w jednym zagadnień tematycznych („Uwarunkowania rozwoju Polski wynikające z sąsiedztwa ze Słowacją”).
- 2009-2012 „Infrastrukturalne i organizacyjne możliwości poprawy dostępności przestrzennej jako czynnik rozwoju polsko-słowackich regionów turystycznych (INFRAREGTUR)”. Europejska Współpraca Terytorialna. Program Współpracy Transgranicznej Rzeczpospolita Polska – Republika Słowacka 2007-2013. Projekt koordynowany przez IGiPZ PAN.

## Inne
W 1995 został współzałożycielem i pierwszym przewodniczącym Oddziału Akademickiego Polskiego Towarzystwa Geograficznego [PTG].
W 1997 wraz z Wojciechem Lewandowskim wymyślił Koronę Gór Polski. Jest honorowym członkiem Klubu Zdobywców Korony Gór Polski.